# Campanha de Atlanta

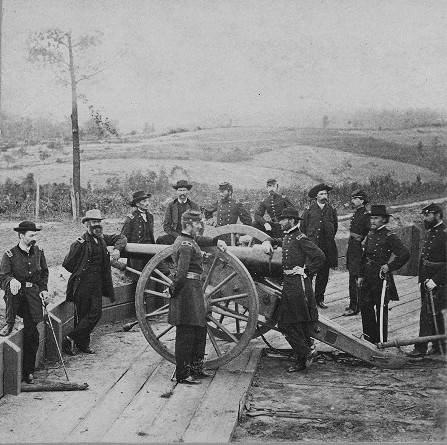
O major-general da União William T. Sherman e sua equipe nas trincheiras fora de Atlanta

A campanha de Atlanta foi uma série de batalhas travadas no Teatro Ocidental da Guerra Civil Americana em todo o noroeste da Geórgia e na área ao redor de Atlanta durante o verão de 1864. O major-general da União William Tecumseh Sherman invadiu a Geórgia nas proximidades de Chattanooga, Tennessee, começando em maio de 1864, com oposição do general confederado Joseph E. Johnston.
O Exército do Tennessee de Johnston retirou-se em direção a Atlanta diante de sucessivas manobras de flanco do grupo de exércitos de Sherman. Em julho, o presidente confederado, Jefferson Davis, substituiu Johnston pelo mais agressivo general John Bell Hood, que começou a desafiar o Exército da União em uma série de dispendiosos ataques frontais. O exército de Hood acabou sendo sitiado em Atlanta e a cidade caiu em 2 de setembro, preparando o cenário para a Marcha para o Mar de Sherman e acelerando o fim da guerra.

## Resumo
| Data                                  | Evento |
| ------------------------------------- | --- |
| 1º de maio de 1864                    | Escaramuça na Igreja de Pedra. |
| 2 de maio de 1864                     | Escaramuça em Lee's Cross-Roads, perto de Tunnel Hill. |
| 2 de maio de 1864                     | Escaramuça perto de Ringgold Gap. |
| 10 de maio de 1864                    | Escaramuça em Catoosa Springs. |
| 10 de maio de 1864                    | Escaramuça em Red Clay. |
| 10 de maio de 1864                    | Escaramuça em Chickamauga Creek. |
| 4 de maio de 1864                     | O major-general Frank P. Blair Jr. assume o comando do Décimo Sétimo Corpo de Exército. |
| 4 de maio de 1864                     | Escaramuça na estrada da estação de Varnell. |
| 5 de maio de 1864                     | Escaramuça perto de Tunnel Hill. |
| 6 a 7 de maio de 1864                 | Escaramuças em Tunnel Hill. |
| 7 de maio de 1864                     | Escaramuça na estação de Varnell. |
| 7 de maio de 1864                     | Escaramuça perto de Nickajack Gap. |
| 8 a 11 de maio de 1864                | Demonstração contra Rocky Face Ridge, com combates em Buzzard Roost ou Mill Creek Gap e Dug Gap. |
| 8 a 13 de maio de 1864                | Manifestação contra Resaca, com combates em Snake Creek Gap, Sugar Valley e próximo a Resaca. |
| 9 a 13 de maio de 1864                | Manifestação contra Dalton, com combates perto da Estação de Varnell (9 e 12) e em Dalton (13). |
| 13 de maio de 1864                    | Escaramuça em Tilton. |
| 14 a 15 de maio de 1864               | Batalha de Resaca. |
| 15 de maio de 1864                    | Escaramuça em Armuchee Creek. |
| 15 de maio de 1864                    | Escaramuça perto de Roma. |
| 16 de maio de 1864                    | Escaramuça perto de Calhoun. |
| 16 de maio de 1864                    | Ação em Roma (ou Parker) Cross-Roads. |
| 16 de maio de 1864                    | Escaramuça na Primavera de Floyd. |
| 17 de maio de 1864                    | Noivado em Adairsville. |
| 17 de maio de 1864                    | Ação em Roma. |
| 17 de maio de 1864                    | Caso em Madison Station, Alabama. |
| 18 de maio de 1864                    | Escaramuça em Pine Log Creek. |
| 18 a 19 de maio de 1864               | Combates perto de Kingston. |
| 18 a 19 de maio de 1864               | Combates perto de Cassville. |
| 20 de maio de 1864                    | Escaramuça no rio Etowah, perto de Cartersville. |
| 23 de maio de 1864                    | Ação em Stilesborough. |
| 24 de maio de 1864                    | Escaramuças em Cass Station e Cassville. Escaramuça em Burnt Hickory (ou Huntsville). |
| 24 de maio de 1864                    | Escaramuça perto de Dallas. |
| 25 de maio a 5 de junho de 1864       | Operações na linha de Pumpkin Vine Creek, com combates na Igreja New Hope, Pickett's Mills, e outros pontos. |
| 26 de maio a 1º de junho de 1864      | Combates em e perto de Dallas. |
| 27 de maio de 1864                    | Escaramuça em Pond Springs, Alabama. |
| 29 de maio de 1864                    | Ação em Moulton, Alabama. |
| 9 de junho de 1864                    | Escaramuças perto de Big Shanty e perto de Stilesborough. |
| 10 de junho de 1864                   | Escaramuça em Calhoun. |
| 10 de junho a 3 de julho de 1864      | Operações sobre Marietta, com combates em Pine Hill, Lost Mountain, Brush Mountain, Gilgal Church, Noonday Creek, McAfee's Cross-Roads, Kennesaw Mountain, Powder Springs, Cheney's Farm, Kolb's Farm, Olley's Creek, Nicka-jack Creek, Noyes' Creek, e outros pontos. General popular Leonidas Polk morto. |
| 24 de junho de 1864                   | Ação em La Fayette. |
| 27 de junho de 1864                   | Batalha da Montanha Kennesaw |
| 4 de julho de 1864                    | Escaramuças em Ruff's Mill, Estação Neal Dow e Rottenwood Creek. |
| 5 a 17 de julho de 1864               | Operações na linha do rio Chattahoochee, com escaramuças em Howell's, Turner's e Pace's Ferries, Isham's Ford e outros pontos. |
| 10 a 22 de julho de 1864              | Ataque Opelika Raid de Rousseau de Decatur, Alabama, até West Point e Montgomery Railroad, com escaramuças perto do rio Coosa (13º), perto de Greenpoint e em Ten Island Ford (14º), perto de Auburn, Ala e perto de Chehaw, Ala (18º).                                                                     |
| 18 de julho de 1864                   | Escaramuça em Buck Head. |
| 18 de julho de 1864                   | O General John B. Hood, Exército CS, substitui o General Joseph E. Johnston no comando do Exército do Tennessee. Comando do Exército Confederado alterado |
| 19 de julho de 1864                   | Escaramuças em Peachtree Creek. |
| 20 de julho de 1864                   | Batalha de Peachtree Creek. |
| 21 de julho de 1864                   | Noivado em Bald (ou Leggett's) Hill. |
| 22 de julho de 1864                   | Batalha de Atlanta. |
| 22 de julho de 1864                   | O major-general John A. Logan, do Exército dos EUA, sucede ao major-general James B. McPherson no comando do Exército do Tennessee. |
| 22 a 24 de julho de 1864              | O ataque de Garrard a Covington. |
| 23 de julho de 1864                   | Brigue. General Morgan L. Smith, Exército dos EUA, no comando temporário do Décimo Quinto Corpo de Exército. |
| 23 de julho a 25 de agosto de 1864    | Operações sobre Atlanta, incluindo a Igreja da Batalha de Ezra (28 de julho), ataque em Utoy Creek (6 de agosto) e outros combates. |
| 24 de julho de 1864                   | Escaramuça perto de Cartersville. |
| 27 de julho de 1864                   | O major-general Oliver O. Howard, do Exército dos EUA, assume o comando do Exército do Tennessee. |
| 27 de julho de 1864                   | O major-general John A. Logan, do Exército dos EUA, retoma o comando do Décimo Quinto Corpo de Exército. |
| 27 de julho de 1864                   | O major-general David S. Stanley, do Exército dos EUA, sucede ao major-general Oliver O. Howard no comando do Quarto Corpo de Exército. |
| 27 de julho de 1864                   | Brigue. O General Alpheus S. Williams, Exército dos EUA, sucede ao Major General Joseph Hooker no comando temporário do Vigésimo Corpo de Exército. |
| 27 a 31 de julho de 1864              | O ataque de McCook em Atlanta e West Point e Macon e Western Railroads, com escaramuças perto de Campbellton (28), perto da estação Lovejoy (29), em Clear Creek (30) e ação perto de Newnan (30). |
| 27 a 31 de julho de 1864              | O ataque de Garrard a South River, com escaramuças em Snapfinger Creek (27), Flat Rock Bridge e Lithonia (28). |
| 27 de julho a 6 de agosto de 1864     | O ataque de Stoneman a Macon, com combates em Macon e Clinton (30 de julho), Hillsborough (30 a 31 de julho), Mulberry Creek e Jug Tavern (8 de agosto). |
| 30 de julho de 1864                   | Major General Henry W. Slocum, Exército dos EUA, designado para o comando do Vigésimo Corpo de Exército. |
| 7 de agosto de 1864                   | Brigue. O general Richard W. Johnson, do Exército dos EUA, sucede ao major-general John M. Palmer no comando temporário do Décimo Quarto Corpo de Exército. |
| 9 de agosto de 1864                   | Bvt. Major General Jefferson C. Davis, Exército dos EUA, designado para o comando do Décimo Quarto Corpo de Exército. |
| 10 de agosto a 9 de setembro de 1864  | O ataque de Wheeler ao Norte da Geórgia e Leste do Tennessee, com combates em Dalton (14 a 15 de agosto) e outros pontos. |
| 15 de agosto de 1864                  | Escaramuças em Sandtown e Fairburn. |
| 18 a 22 de agosto de 1864             | O ataque de Kilpatrick de Sandtown à Estação Lovejoy, com combates em Camp Creek (18º), Red Oak (19º), Flint River (19º), Jonesborough (19º) e Estação Lovejoy (20º). |
| 22 de agosto de 1864                  | Bvt. O major-general Jefferson C. Davis, Exército dos EUA, assume o comando do Décimo Quarto Corpo de Exército. |
| 26 de agosto a 1º de setembro de 1864 | Operações na ponte ferroviária de Chattahoochee e nas balsas Pace's e Turner's, com escaramuças. |
| 27 de agosto de 1864                  | O major-general Henry W. Slocum, do Exército dos EUA, assume o comando do Vigésimo Corpo de Exército. |
| 29 de agosto de 1864                  | Escaramuça perto de Red Oak. |
| 30 de agosto de 1864                  | Escaramuça perto de East Point. |
| 30 de agosto de 1864                  | Ação na ponte do rio Flint. |
| 31 de agosto de 1864                  | Escaramuça perto da estação Rough and Ready. |
| 31 de agosto a 1º de setembro de 1864 | Batalha de Jonesborough. |
| 2 de setembro de 1864                 | Ocupação de Atlanta. |
| 2 a 5 de setembro de 1864             | Ações na Estação Lovejoy. |